# 藤岡静香
藤岡 静香（ふじおか しずか、1989年7月27日 - ）はマリエ・エンタープライズ所属の女性ファッションモデル、女優。なんちゃって制服界においてカリスマモデル的存在でも知られる。

## 人物・来歴
各国の女子に広く伝播しつつある日本の女子高生制服風ファッション界の代表的存在であり、「制服コーディネイトの魔術師」と呼ばれる。ブランド制服専門セレクトショップ「CONOMi」のコーディネーションのアドバイザーも務めていた。
- 特技：クラシックバレエ、ピアノ、フルート、書道
- 趣味：舞台観劇、ショッピング
- 2005年に行われた、AKB48 オープニングメンバーオーディション1次審査通過者[2]。
- 2008年頃にはムーン・ザ・チャイルドに所属していた[3]。
- 2009年（平成21年）に外務省から、ポップカルチャー発信使（通称：「カワイイ大使」）を委嘱された[4]。
- 2012年3月 日テレジェニック2012候補生に選出され「アイドルの穴〜日テレジェニックを探せ!〜」に第6週目迄出演。準日テレジェニック2012・ベスト負けず嫌い賞受賞
- 2012年11月 - 2013年1月 サンスポアイドルリポーター2期候補生として活動。[5]

## 出演

### TV
ドラマ
- 鹿男あをによし（2008年1月 - 4月、フジテレビ） - クラスメート役
- フキデモノと妹（2008年3月1日、テレビ朝日） - 葉月エリカ役
- 未来遊園地2（2008年3月28日、テレビ朝日） - 三浦真由（中高生）役
- Around40〜注文の多いオンナたち〜（2008年4月11日TBS） - 女子高生役

バラエティ
- くちコミジョニー（2008年3月24 - 27日、日本テレビ） - ジョニーガール
- 東京カワイイTV（2009年1月28日・5月9日、NHK）
- ガールズ・ライク・マネー（2009年3月21日、日本テレビ） - リポーター
- めざましテレビ（2009年5月19日、フジテレビ）
- ツボ娘（2010年5月12日、TBS）
- 10分BOX（2012年1月20日・4月6日、フジテレビ）
- アイドルの穴〜日テレジェニックを探せ!〜（2012年4月7日 - 5月12日、日本テレビ） - 日テレジェニック2012候補生
- ギルガメッシュLIGHT （2012年8月3日 - 12月21日、BSジャパン）- G9（仮）2期生
- ゴッドタン（2013年12月7日、テレビ東京）「オオギリッシュNIGHT」

### 広告
- AMO'S STYLE究極ランジェリー2011春夏モデル
- CEDAR CRESTxかわいい大使/藤岡静香コラボローファー

### 舞台
- イタズラなKiss 〜恋の味方の学園伝説〜（2008年11月27日 - 12月7日）

## 書籍・雑誌
- グラビア・ザ・テレビジョン（角川グループパブッリッシング、2008年3月15日）
- kindai（近代映画社、2008年6月号・2009年9月号）
- memew（近代映画社、Vol.39）
- カワイイ大使が教える!制服コーデ★最強BOOK（ぶんか社、2009年8月4日、ISBN 978-4821142668）
- FLASH（光文社、2011年12月13日・2012年5月25日）